# Бъгс Бъни
Бъгс Бъни (на английски: Bugs Bunny) е измислен анимационен герой (антропоморфен заек) и носител на награда Оскар, който се появява във филмчетата на „Шантави рисунки“ и „Весели мелодии“, продуцирани от Warner Bros., и е един от най-разпознаваемите персонажи в света. Неговата най-известна реплика е „Какво става, шефе?“, казана с хапка морков в устата. Бъгс Бъни е вторият най-известен анимационен герой след Мики Маус. Автор на името е Мел Бланк, който предлага героят да бъде кръстен на един от създателите си - режисьора Бен „Бъгс“ Хардуей. Другата, отпаднала идея, била да се казва Щастливият заек.
Има два вида "шантави рисунки": Новите шантави рисунки и Шантавите рисунки.
През 1961 г. 53-годишният Бланк изпада в кома след автомобилна катастрофа. След 2 седмици в това състояние хирург се обърнал към него с думите: „Бъгс Бъни! Как си днес?“, на което той отговорил: What's up, Doc? В полусъзнание Бланк започнал да говори като Дафи, Туити, Силвестър и др., преди да се събуди като самия себе си.
От 1940 до 1989 г. героят се озвучава от Мел Бланк, а след смъртта му го озвучават различни актьори сред които са Грег Бърсън („Приключенията на дребосъците“), Джо Аласки („Шантави рисунки: Отново в действие“), Джеф Бъргман („Шоуто на Шантавите рисунки“, „Бъгс!“ и „Космически забивки: Нови легенди“) и Били Уест („Космически забивки“).
В България героят е озвучаван от различни актьори, от които четирима са за нахсинхронни дублажи. Първият е Христо Мутафчиев, който озвучава Бъгс в „Космически забивки“ и 14 филмчета от „Шантави рисунки“ към видеокасетата „Звездите от Космически забивки: Бъгс Бъни“, издадена от Александра Видео. Вторият е Ненчо Балабанов в дублажа на Александра Аудио на класическите филмчета от „Шантави рисунки“ и „Весели мелодии“, и Иван Велчев, който го озвучава в „Шоуто на Шантавите рисунки“ и „Космически забивки: Нови легенди“.
Измежду артистите, озвучавали Бъгс във войсоувър дублажи за VHS и телевизия, са Даринка Митова, Даниел Цочев (в дублажа на Бета Видео за VHS касета, издадена от Мултивижън), Димитър Иванчев, Мариан Бачев, Константин Каракостов и други.